# ناحیه توسکاراوس، شهرستان کشکتن، اوهایو
توسکاراوس، شهرستان کشکتن، اوهایو (به انگلیسی: Tuscarawas Township, Coshocton County, Ohio) یک منطقهٔ مسکونی در ایالات متحده آمریکا است که در اوهایو واقع شده‌است.

## خصوصیات
توسکاراوس ۲۵٫۱ کیلومترمربع مساحت و ۱٬۷۹۸ نفر جمعیت دارد و ۲۳۸ متر بالاتر از سطح دریا واقع شده‌است.